# Godofredo II de Briel
Godofredo II de Briel o Godofredo de Briel el Joven, fue un caballero francés y el primo o sobrino de Godofredo I de Briel, barón de Karitena en el Principado de Acaya, en la Grecia franca.
Godofredo I de Briel murió en 1275, y en 1279, Godofredo el Joven llegó a Grecia y trató, sin éxito, reclamar la baronía, que mientras tanto había vuelto al dominio principesco por falta de herederos varones directos de Godofredo el Viejo. El historiador del siglo XIX Karl Hopf erróneamente colocó la llegada de Godofredo a Grecia en 1287, pero el paso de Godofredo de Italia a Grecia en enero de 1279 está documentado en los archivos del Reino de Nápoles.  Sin inmutarse, Godofredo resolvió tomar parte de su herencia por la fuerza, si era necesario: se dirigió al castillo de Araklovon, siendo admitido al fingir estar enfermo, e inmediatamente dejó entrar a sus compañeros de armas (al parecer cuatro escuderos y algunos griegos locales) y se apoderó de la fortaleza. Las tropas aqueas rápidamente se dirigieron a la fortaleza y la sitiaron, pero Godofredo ya había llamado en su ayuda al gobernador bizantino de Mistrá. Este último envió de hecho tropas en su ayuda, pero fueron detenidos en las fronteras de Eskorta por el «Capitán franco de Eskorta», Simón de Vidoigne. Al final, Godofredo se vio obligado a capitular y se le concedió el pequeño feudo de Moraina.
Poco después de su llegada e infeudación, en 1279 o 1280, se casó con Margarita, señora de Lisarea, con quien tuvo una hija, Helena, que se casó Vilain II de Aulnay, barón de Arcadia.